# Vicent López i Portaña
Vicent López i Portaña (* València, 19 de setembre de 1772 – † Madrid, 22 de juliol de 1850) va ser un pintor valencià del barroc tardà i el neoclassicisme, pintor de cambra de la monarquia borbònica, des de Carles IV fins a Isabel II.

## Biografia
El 1785, va iniciar els seus estudis a la Reial Acadèmia de Belles Arts de Sant Carles amb el pare franciscà Antonio de Villanueva, on el 1789 va ser premiat, per la seua obra El rei Ezequies fent ostentació de les seues riqueses, amb una beca d'estudis a Madrid.
El 1790, obté el primer premi en el concurs de la Reial Acadèmia de Belles Arts de Sant Ferran amb la seua obra Els reis Catòlics rebent una ambaixada del rei de Fes.

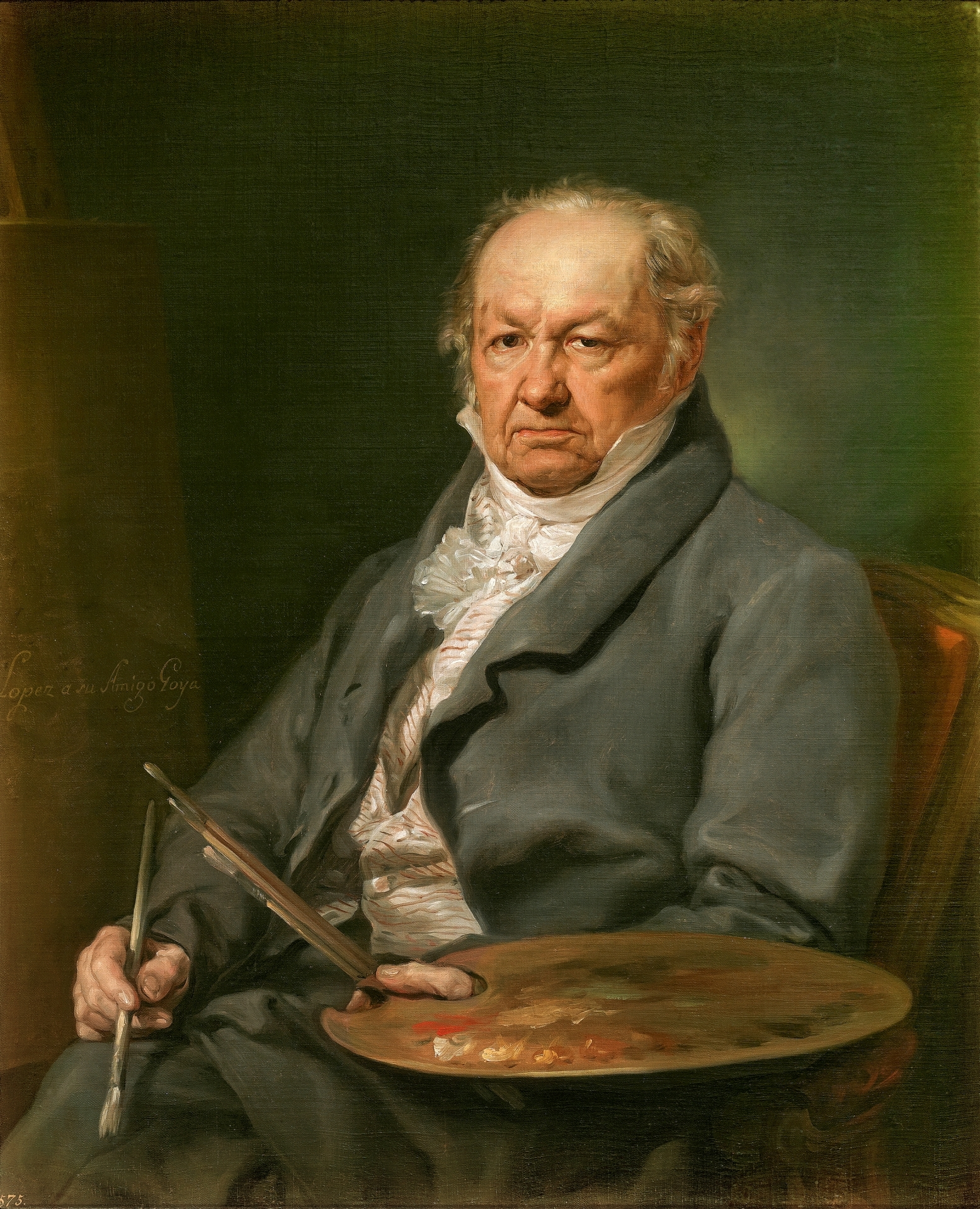
Retrat del pintor Francisco de Goya, per Vicent López, al Museu del Prado

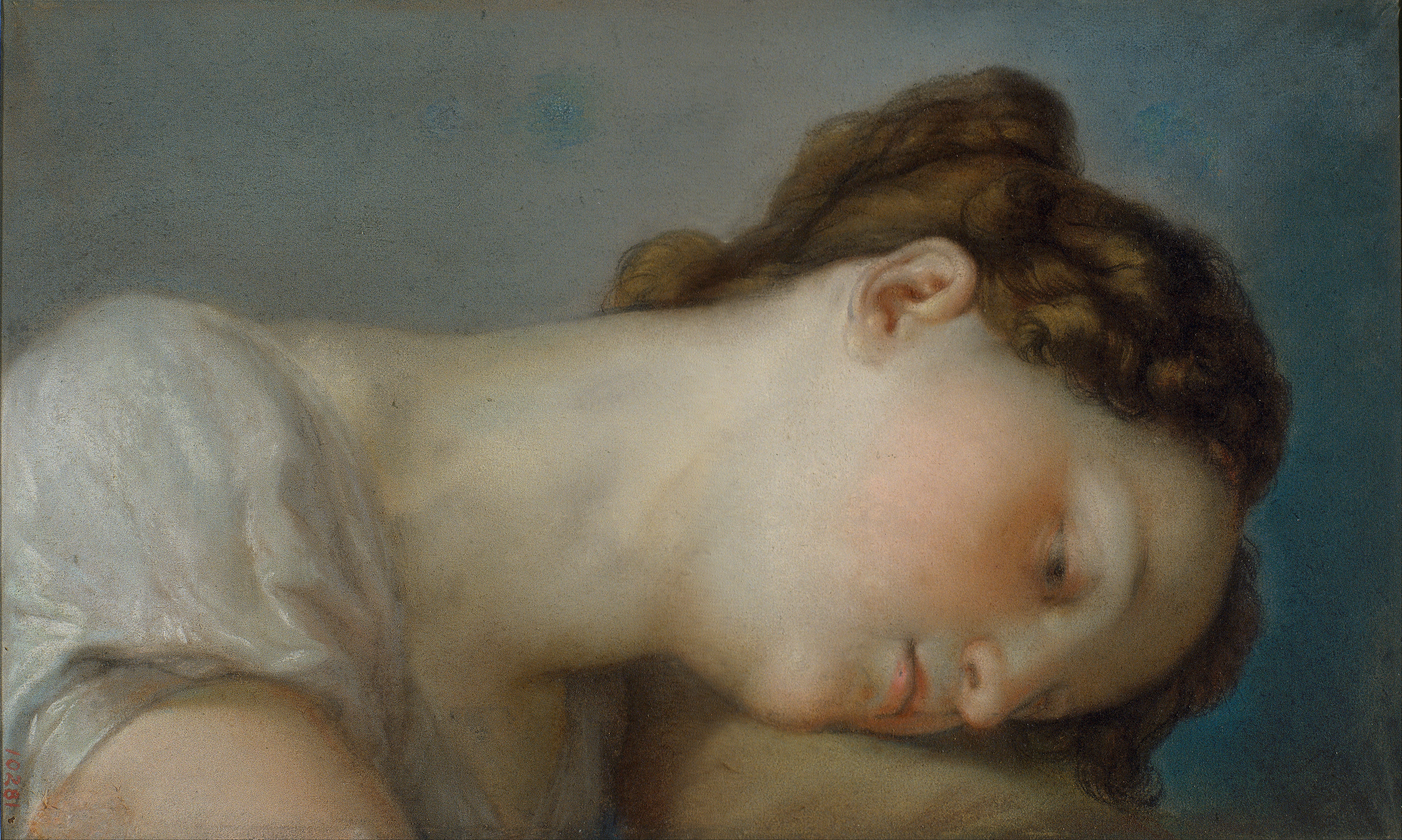
Cap de dona de Vicent López, al Museu Nacional d'Art de Catalunya

Després de romandre a Madrid durant tretze anys, on rebé la influència de pintors com Bayeu, Maella i Mengs, torna a València el 1792, on pintà Ferran VII amb l'hàbit de l'orde de Carles III i nombrosos retrats dels caps militars francesos que ocupaven Espanya durant la Guerra del Francès. El 1773, el van nomenar acadèmic de mèrit de Sant Carles, i el 1801 director de l'Acadèmia de San Fernando, en retirar-se Josep Camaron.
De tarannà acomodatici, durant el temps de la invasió francesa a València, col·labora amb el general Louis Gabriel Suchet. Quan acaba la guerra, el fet li és perdonat quan Ferran VII el nomenà primer pintor de cambra el 1815, per la qual cosa es desplaçà novament a Madrid, on es va convertir en el pintor de moda entre l'aristocràcia i alta burgesia madrilenya. Entre d'altres, va pintar el III comte de Lerena, don Pedro López de Lerena Sobarzo (ca. 1820), el compositor Félix Máximo López, també vers l'any 1820.
Durant aquests anys, a la capital va acumular diversos càrrecs públics, com el de diputat, secretari de la Sociedad Económica de Amigos del País, director general de l'Acadèmia de San Fernando, director artístic del Museu del Prado, entre d'altres.
En una època de grans avanços pictòrics, el seu estil s'ancorà en la tradició del barroc del segle divuit i en l'escola valenciana. El 1823, realitzà la seua obra més coneguda, el Retrat del pintor Francisco de Goya, i el 1831 va fer el retrat de Ferran VII amb l'hàbit de l'orde del Toisó d'Or.
Es va morir el 22 de juliol de 1850, quan era primer pintor de cambra d'Isabel II d'Espanya.
Al Museu Nacional d'Art de Catalunya, se'n poden veure un Retrat del marquès Labrador, a la col·lecció d'art modern, i Cap de dona al Gabinet de dibuixos, gravats i cartells.
A la Fundació Rafael Masó de Girona es pot contemplar el dibuix Flagel·lació, datat entorn de 1794.